# 서울개포초등학교
서울개포초등학교(서울開浦初等學校)는 대한민국 서울특별시 강남구 개포동에 있는 공립 초등학교이다.

## 학교 연혁
- 1983년 1월 10일 : 서울개포초등학교 설립인가
- 1983년 2월 1일 : 초대 송찬규 교장 부임
- 1983년 3월 1일 : 30학급 편성 (1363명)
- 1984년 2월 20일 : 제1회 졸업식
- 1988년 3월 1일 : 제2대 이훈민 교장 부임
- 1989년 3월 1일 : 양전국민학교 아동분리 (1205명)
- 1992년 11월 1일 : 강당 준공 (3개 교실)
- 1994년 3월 1일 : 제3대 정훈 교장 부임
- 1997년 1월 15일 : 병설유치원 설립인가 (3학급 90명)
- 1997년 3월 1일 : 제4대 장순근 교장 부임
- 1997년 4월 16일 : 병설유치원 개원식
- 1998년 7월 3일 : 지역정보화 교실 개관
- 1999년 9월 1일 : 제5대 이수자 교장 부임
- 1999년 10월 27일 : 제2회 한일교류 아동작품 전시회
- 2001년 12월 12일 : 작은전자도서관 개관
- 2005년 3월 1일 : 제6대 김홍태 교장 부임
- 2008년 3월 1일 : 보육교실 설치(1실), 특수학급 설치(1실)
- 2009년 6월 30일 : 학교공원화사업 준공
- 2010년 2월 11일 : 제27회 졸업식(110명)
- 2010년 3월 1일 : 제8대 김홍균 교장 부임
- 2010년 3월 2일 : 20학급 편성(특수학급1), 제28회 입학식(63명)
- 2010년 12월 1일 : 개포오카리나 합주단 창단 연주회
- 2011년 2월 1일 : 전교실 및 복도 도장 공사
- 2011년 2월 17일 : 제28회 졸업식(102명)
- 2011년 3월 1일 : 보육교실 추가 설치(총 2학급)
- 2011년 3월 1일 : 상담실 및 음악실, 상담실 준공
- 2011년 3월 2일 : 제29회 입학식(39명)
- 2011년 3월 4일 : 사교육없는학교 음악실, 상담실 준공
- 2011년 7월 1일 : 학교담장설치 공사 완료
- 2012년 2월 15일 : 29회 졸업(남50명,여34명)84명 졸업
- 2012년 3월 2일 : 총 16학급 편성(특수학급 2포함), 제30회 입학식
- 2013년 2월 14일 : 30회 졸업(남31명, 여35명) 66명 졸업
- 2013년 3월 4일 : 제31회 입학식(37명), 총 15학급 편성(특수학급 2포함)
- 2014년 2월 14일 : 31회 졸업(남34명, 여44명) 78명
- 2014년 3월 3일 : 제32회 입학식(19명), 총 12학급 편성(특수학급 2포함)
- 2015년 2월 13일 : 32회 졸업(남12명, 여11명) 23명 졸업
- 2015년 3월 1일 : 제9대 박금은 교장 부임
- 2015년 3월 1일 : 학급편성 13학급(특수 2 포함)
- 2017년 2월 19일 : 33회 졸업(남 12명, 여 8명) 20명
- 2017년 3월 1일 : 제10대 심정순 교장 부임
- 2017년 3월 1일 : 학급편성 10학급(특수 2학급)
- 2018년 3월 1일 : 개포주공아파트 4단지 재건축으로 인해 휴교
- 2023년 3월 1일 : 재개교 42학급(특수 2학급)
- 2023년 3월 2일 : 제35회 입학식

## 참고 자료
- 서울개포초등학교 - 한국교육학술정보원 학교알리미

## 근접한 건물
- ● 수도권 전철 수인·분당선 개포동역